# Критика Свідків Єгови
Свідків Єгови багато критикують представники різних християнських конфесій, медичні спільноти та колишні члени організації. Рух звинувачують у доктринальній непослідовності, лжепрогнозах, неправильному перекладі Біблії, жорстокому поводженні з колишніми членами та автократичному управлінні, що спирається на примус. Також критиці піддається їх доктрина відмови від переливання крові, особливо у небезпечних для життя медичних випадках. Крім цього є свідчення, що Свідки Єгови не повідомляють про випадки сексуального насильства органам правопорядку. Самі ж Свідки Єгови багато пунктів оскаржують, часом навіть у суді.

## Соціальна критика

### Авторитаризмі запереченнясвободи слова
Доктрини свідків Єгови встановлюються Управлінським органом, а конфесія не терпить інакодумства щодо доктрин і практик. Членів, які відкрито не погоджуються з вченням руху, виключають зі спільноти та уникають.
Видання Свідків Єгови категорично забороняють послідовникам ставити під сумнів доктрини, отримані від керівного органу, мотивуючи це тим, що їм слід довіряти як частині "Божої організації". Вони також попереджають, що члени громади "уникали самостійного мислення", оскільки таке мислення "було введене Сатаною" і "спричинило б розкол". Тих, хто відкрито не погоджується з офіційними вченнями, засуджують як "відступників", які є "психічно хворими".
Колишній член Управлінського органу Реймонд Франц стверджує, що члени організації підлягають дисциплінарній системі, яка заохочує інформаторів.
Керівники Свідків Єгови називають себе помазанцями і є вищими в ієрархії. 
Ісус говорив, що всі його послідовники повинні бути рівними в статусі (братами) Матвія 23:8
Ісус передбачав появу лжепомазанців (лжехристів) в Матвія 24:24.

### Опис яккульту
Автори Ентоні А. Хокема, Рон Родес та Алан У. Гомес стверджують, що Свідки Єгови є релігійним культом. Хокема, зокрема, ґрунтує своє судження на таких аргументах:
- прагнення Свідків Євгови до максимальної популяризації периферійних вчень(як от проповідування від дверей до дверей);
- надзвичайних особливих джерелах авторитету (Хокема підкреслює, що Вартова Башта вчить, що Біблію можна розуміти лише так, як її інтерпретують Адміністративні органи);
- погляд на свою групу, як на виняткова спільнота врятованих (публікації "Вартової Башти" вчать, що тільки Свідки Єгови - це Божий народ, і тільки вони переживуть Армагедон);
- центральна роль групи в есхатології (видання Свідків стверджують, що група була покликана до існування Богом, щоб заповнити прогалину в істині, якою нехтували наявні церкви).

Свідки Єгови заявляють, що вони не є культом, і кажуть, що хоча люди потребують належного керівництва від Бога, вони повинні робити свої власні висновки.
У 1992 році американський релігієзнавець Дж. Гордон Мелтон вніс деномінацію свідків Єгови у список "встановлених культів". Однак він та інші релігієзнавці з того часу неохоче використовують термін "культ" для різних груп, включаючи Свідків Єгови, оскільки сам термін вважається занадто суперечливим. Колишній експерт і дослідник культів Джон Боуен Браун II також відкидає твердження, що Свідки Єгови є культом. У двотомній енциклопедії «Сучасна американська релігія» зазначалося: «Різні критики та колишні члени в останні роки неправильно назвали Свідків Єгови «культом».

### Примус
Починаючи з 1920 року Товариство сторожової башти вимагає від усіх членів їх конгрегації, які беруть участь у проповідницькій роботі, складати письмові звіти про кількісні результати своєї діяльності. У 1943 році Товариство наклало особисті квоти, вимагаючи від усіх активних Свідків витрачати щонайменше 60 годин проповідувань від дверей до дверей на місяць, стверджуючи, що це були "вказівки від Господа". Хоча згодом ці квоти були скасовані, Реймонд Франц стверджує, що "невидимі" квоти залишилися, зобов'язуючи Свідків дотримуватися певної норми за кількістю проповідницької роботи, щоб залишатися на добропоряднім членом спільноти та мати право на старійшину. Франц описує неодноразові заклики прихильників "поставити інтереси царства на перше місце" і приділяти все більше часу  пропагандистським зусиллям, як "примусовий тиск". Він стверджує, що багато свідків постійно відчувають свою провину за те, що вони не роблять достатньо у "польовій роботі".

### Переливання крові
Свідки Єгови вважають, що Біблія забороняє християнам здійснювати переливання крові. У їхній літературі зазначено, що "утримуватися від ... крові ..." (Діян 15:28-29) означає не приймати переливання крові та не здавати і не зберігати власну кров для переливання ". Віра в це заснована на інтерпретації писання, яке відрізняється від інших християнських конфесій.

### Сексуальне насильство та педофілія у Свідках Єгови
Багато критиків звинувачують Свідків Єгови у прийнятті стратегічної організаційної політики, спрямованої на приховування або ускладнення повідомлень про сексуальні зловживання та/або сексуальне насильство щодо дітей і неповнолітніх серед членів громади. Численні жертви цих зловживань отримували вказівки від старійшин громади мовчати й нікому нічого не повідомляти, щоб уникнути скандалу для організації. Попри це, Свідки Єгови стверджують, що вони ніколи не вдавалися до таких кримінальних заходів і що старійшини зобов'язані повідомляти владу про зловживання, якщо є докази їх вчинення і якщо цього вимагає закон.
У 1997 році Управління громадської інформації Свідків Єгови опублікувало письмову інструкцію для старійшин, в якій зазначалося, що вони повинні повідомляти владу про звинувачення у насильстві над дітьми, якщо це вимагається законом, навіть якщо винуватцем є їхній співбрат-свідок. Членам Свідків Єгови, які вчинили сексуальне насильство над дітьми, заборонено займати будь-які посади в організації. Якщо злочинці не покаються і не продемонструють це, їх, як правило, позбавляють членства в організації й виключають з неї. Однак, попри формальні зобов'язання випадки сексуального насильства відбувалися неодноразово.
У 2002 році четверо Свідків Єгови публічно розкритикували організацію за те, що вона приховувала сексуальне насильство, скоєне членами сім'ї або членами громади, і не повідомляла про ці злочини у відповідні органи. У відповідь старійшини пригрозили їм виключенням з організації. 
У червні 2012 року Верховний суд Аламеди, штат Каліфорнія, зобов'язав Товариство Вартової Вежі виплатити компенсацію у розмірі 28 мільйонів доларів. З'ясувалося, що внутрішня політика Товариства Вартової Башти не дозволяла розголошувати свідків, які зазнали сексуальних домагань чи педофілії, іншим членам організації, а також повідомляти владу про сексуальні зловживання, що відбуваються в їхніх громадах. Одним із наслідків цієї секретності стало сексуальне насильство над 9-річною дівчинкою з боку Свідка Єгови в їхній громаді в 1994 році, а у 2004 році той самий чоловік зґвалтував ще одну дівчинку.
В Італії, під час одного з випусків телевізійної програми «Le Iene», що вийшов в ефір 26 березня 2014 року, було показано репортаж-розслідування з інтерв'ю з жертвами сексуального насильства з боку їхніх родичів. Ці жертви були залякані старшими, щоб вони нічого не розповідали правоохоронним органам, а лише «просили пробачення», так, ніби вони самі були винуватцями насильства, якого вони зазнали.
Також у 2014 році в англомовних країнах відбулися різні скандали, пов'язані з сексуальним насильством і педофілією серед Свідків Єгови. 28 червня британський таблоїд Daily Mirror оприлюднив судову справу старійшини Свідків Єгови Марка Сьюелла (англ. Mark Sewell), який у період з 1987 по 1996 рік сексуально знущався над 17 жінками, в тому числі неповнолітніми, в Англії. Його визнали винним у 8 випадках сексуального насильства і 2 випадках зґвалтування і засудили до 14 років ув'язнення.
Дві жінки 30 вересня 2014 року подали позов проти Товариства Вартової Башти й громади Свідків Єгови в Беллоуз-Фолс (штат Вермонт, США) за сексуальне насильство, якого вони зазнали, бувши неповнолітніми, з боку одного зі служителів, Нортона Тру, в 1990-х роках. Вони також стверджували, що громада не зробила нічого, щоб захистити їх, попри те, що їхня мати повідомила про інцидент старійшинам.
28 жовтня 2014 року з'явилася справа шістьох Свідків Єгови, які повідомили про сексуальні домагання і зловживання з боку різних старійшин у Залах Царства Північного Техасу протягом 1990-х років. Один з цих старійшин, Реджинальд Тайрон Джексон (англ. Reginald Tyrone Jackson), мав судимість за розбещення неповнолітніх і відсидів 10 років у в'язниці. До цього судового позову про ці випадки педофілії ніколи не повідомлялося владі.
Того ж року суддя Сан-Дієго визнав Свідків Єгови винними у приховуванні численних випадків сексуального насильства і педофільських дій, скоєних старійшиною громади Сан-Дієго Гонсало Кампосом (англ. Gonzalo Campos). Вищий суд зобов'язав керівний орган нью-йоркського товариства «Вартова башта» виплатити 13,5 мільйонів доларів у формі компенсації за фізичну шкоду, завдану неповнолітньому, який зазнав насильства з боку Кампоса в 1986 році. Сам Кампос зізнався у сексуальному насильстві над багатьма неповнолітніми.
Розслідування, проведене у 2015 році американським репортером Треєм Банді з Центру журналістських розслідувань, виявило тисячі документів, підготовлених Товариством Вартової башти, що містять інструкції для старійшин Свідків Єгови приховувати випадки педофілії та сексуального насильства як від правоохоронних органів, так і від інших Свідків у конгрегації протягом 25 років. Товариство «Вартова башта» також посилалося на Першу поправку до Конституції США, щоб уникнути судових розглядів, пов'язаних з цими зловживаннями.